# Marcus Paus
Marcus Nicolay Paus (pronunciación noruega: [ˈmɑɾ.kʉs ˈpæʉs]; nacido el 14 de octubre de 1979) es un compositor noruego y uno de los compositores escandinavos contemporáneos más interpretados. Como compositor contemporáneo clásico, se le reconoce como representante de una reorientación hacia la tradición, la tonalidad y la melodía, y sus obras han sido elogiadas por los críticos en Noruega y en el extranjero. Su trabajo incluye música de cámara, obras corales, obras solistas, conciertos, obras orquestales, óperas, sinfonías y música de iglesia, así como obras para teatro, cine y televisión. Paus es considerado "uno de los compositores clásicos más celebrados de Noruega" y "el principal compositor noruego de su generación".
Aunque a menudo tonal y melódicamente impulsada, la música de Paus emplea una amplia gama de técnicas tanto tradicionales como modernistas, y varias de las obras de Paus han sido influidas por la música folclórica y la música clásica no occidental. Paus se ha referido a sí mismo como un "melodista", "anarco-tradicionalista" o un compositor humanista, y es conocido por abogar por el pluralismo musical. Ha "ganado reputación como un compositor contemporáneo prolífico, versátil y altamente comunicativo" cuyas "obras giran en torno a un fuerte aprecio por el uso funcional de las armonías y formas tradicionales, combinado con su lenguaje expresivo contemporáneo idiosincrásico". También se le ha descrito como un modernista lírico o un compositor posmoderno. En 2022, Paus fue comisionado por las Fuerzas Armadas de Noruega para escribir una obra importante de "construcción de identidad y unificación" para las fuerzas armadas.
Marcus Paus ha musicalizado a poetas y escritores como Dorothy Parker, W.B. Yeats, Oscar Wilde, Siegfried Sassoon, Richard Wilbur, William Shakespeare, Christina Rossetti, Emily Dickinson y Anne Frank, y a noruegos como André Bjerke, Jens Bjørneboe, Arne Garborg, Knut Hamsun, Johan Falkberget, Harald Sverdrup y Ole Paus. Sus obras de música de iglesia incluyen O Magnum Mysterium y Requiem. Es uno de los pocos compositores de ópera contemporánea noruegos y ha escrito varias óperas para niños en cooperación con Ole Paus. Copresenta la serie de podcast Paus og Castle blir kloke på musikklivet (Paus y Castle descubren la vida musical) con el músico de punk y rap Kim Morten Mohn.

### Antecedentes
Marcus Paus nació en Oslo y es hijo de uno de los cantautores más conocidos de Noruega, Ole Paus, y de la ex estrella pop Anne-Karine Strøm. Creció en el distrito de Røa en Oslo. Su abuelo, el general Ole Paus, fue jefe del grupo del ejército en el servicio de inteligencia militar del Alto Mando noruego en el exilio en Londres durante la Segunda Guerra Mundial, uno de los fundadores del Servicio de Inteligencia Noruego y más tarde el noruego de mayor rango en la Estructura de Comando de la OTAN en la década de 1970; nació y se crio en Viena, hijo del Cónsul General noruego Thorleif Paus y una madre vienesa, Gabriele (Ella) Stein, cuya familia se había convertido del judaísmo al catolicismo. El padre de Ella, el abogado vienés August Stein (1852–1890), dejó la Comunidad Judía de Viena en 1877 y bautizó a sus hijos como católicos en 1885/86. El apellido de la familia se escribía oficialmente "von Paus" (o a veces "de Paus") en Austria-Hungría, aunque la familia no usaba una partícula en noruego. La familia Paus perteneció a la elite regional gobernante de Upper Telemark desde el siglo XVII, la "aristocracia de funcionarios" compuesta por jueces y sacerdotes de la Iglesia estatal de Noruega; su rama familiar se estableció como comerciantes y propietarios de barcos en el puerto de Skien a finales del siglo XVIII y fueron reconocidos como industriales del acero millonarios en Christiania (Oslo) en los siglos XIX y XX. La familia eran los parientes más cercanos del dramaturgo Henrik Ibsen, que era primo hermano del bisabuelo de Marcus Paus, el industrial del acero Ole Paus. Su abuelo y bisabuelo fueron propietarios del castillo Kvesarum en Suecia hasta 1951.
En 2019 se casó con la compositora y cantante Tirill Mohn, exmiembro de la banda de arte rock White Willow y descendiente de los artistas Christian Krohg y Oda Krohg; él y su esposa están relacionados a distancia ya que ambos son descendientes del primer fiscal general de Noruega, Bredo Henrik von Munthe af Morgenstierne Sr.

### Carrera
Paus asistió a la Escuela Waldorf de Oslo. Como estudiante de secundaria en una escuela de música, fue profundamente influenciado por su maestro, el compositor Trygve Madsen. También realizó dos cursos de verano en el Musicians Institute en Hollywood a mediados de la década de 1990. Durante su adolescencia, desde principios de la década de 1990, fue activo como guitarrista de rock progresivo, y fue reconocido en el Libro Guinness de los Récords como el guitarrista más rápido del mundo a mediados de la década de 1990. Paus abandonó la escena del rock progresivo alrededor de 1997 y más tarde fue descrito como "el último héroe de la guitarra".
Estudió en la Academia Noruega de Música de 1998 a 2002; a la edad de 18 años, se convirtió en uno de los estudiantes más jóvenes en ser aceptado en su programa de composición. Entre sus profesores se encontraba Olav Anton Thommessen. Paus hizo su debut como compositor en 2000 con el Cuarteto de Cuerdas No. 1, basado en pinturas de Edvard Munch, que ganó el premio de la Sociedad Grieg de Oslo. Después de graduarse, se trasladó a la ciudad de Nueva York, donde estudió composición clásica en la Manhattan School of Music de 2003 a 2005. En Nueva York fue estudiante de Richard Daniel pour y pasó un semestre trabajando como su asistente. El gran avance de Paus como un joven compositor líder llegó en 2008, con Missa Concertante, escrita para el Festival Internacional de Música de la Iglesia de Oslo.[3][1] Su primera ópera, Las Brujas, con un libreto de Ole Paus, también es de ese año. En 2010, fue director artístico del Festival de Ópera de Oslo. Paus vivió y trabajó en Berlín de 2011 a 2016, cuando regresó a Noruega. Paus se convirtió en miembro de la Sociedad Noruega de Compositores en 2005, y ha sido uno de los cuatro miembros de su comité de música, su órgano experto en cuestiones artísticas, desde 2019.

### Estilo Musical
Paus es un representante destacado de una reorientación hacia la tradición, la tonalidad y la melodía. Aunque a menudo tonal y melódicamente impulsada, la música de Paus emplea una amplia gama de técnicas tanto tradicionales como modernistas, incluyendo el aleatorismo y los procedimientos seriales. La escritura armónica de Paus es típicamente compleja, combinando estructuras no tradicionales como clusters y formas armónicas simétricas con la armonía triádica. Varias de las obras de Paus han sido influenciadas por la música folclórica y la música clásica no occidental, entre ellas Lasuliansko Horo (2004) para violín y piano (música folclórica búlgara), el concertino para flauta A Portrait of Zhou (2012) (música china), y Fanitull (Tune del Diablo) de Two Lyrical Pieces (2007) para orquesta de cuerdas (música folclórica noruega). De adolescente, Marcus Paus fue activo como guitarrista de rock progresivo, y esta experiencia se refleja a veces en algunas de las músicas más enérgicas de Paus, como el Scherzo II de su Sonata para Cello (2009) y el 3er movimiento, Mosh, de sus Three Movements for Solo Cello (2012). Paus también está influenciado por la música de cine, y ha citado a John Williams como una influencia importante en la forma en que incorpora la disonancia y las técnicas de vanguardia dentro de un marco tonal más amplio. También se inspira en Ravel y Shostakovich.
Como joven compositor en 2007, se describió a sí mismo como un "conservador cultural no modernista" en su estilo musical. En una entrevista en 2013, sus puntos de vista fueron más matizados y dijo que no se opone al modernismo y que el modernismo ha incluido importantes innovaciones y contribuciones, pero que apoya la diversidad en estilos e influencias musicales, y una "mayor aceptación de un estilo musical inspirado en la tradición". Con el tiempo, Paus ha adoptado influencias modernistas en mayor medida, mientras mantiene una tonalidad e interés en la tradición; el crítico musical de NRK, Trond Erikson, escribió en 2015 que "si alguien podría ser llamado un modernista lírico, sería Marcus Paus" y que "Marcus Paus ha demostrado que crear algo nuevo, emocionante y hermoso no está reservado para los viejos maestros". En una entrevista en 2017, Paus dijo que se sentía marginado por los compositores modernistas atonales más antiguos a finales de los años 90, pero que "afortunadamente, el clima es bastante diferente ahora, y más generoso y de mente abierta". En 2020, Paus se describió a sí mismo como un "anarco-tradicionalista" que se sintió obligado a rebelarse contra el prejuicio contra los valores musicales tradicionales en los años 90 y principios de 2000. En 2022 también se describió a sí mismo como un compositor humanista, y dijo que aunque su trabajo a menudo se inspira en la tradición, no se siente limitado por ella. También dijo que nunca ha sido un anti-modernista. Guy Rickards se ha referido a Paus en Gramophone como "un exitoso compositor postmoderno".
Paus se ha referido a sí mismo como un "melodista", afirmando que "la melodía es para la música lo que el aroma es para los sentidos: estimula nuestra memoria. Le da rostro a la forma, e identidad y carácter al proceso y al procedimiento. No es solo un tema musical, sino una manifestación de lo musicalmente subjetivo. Lleva y irradia personalidad con tanta claridad y emotividad como la armonía y el ritmo combinados. Como una herramienta de comunicación tan poderosa, la melodía no solo sirve como protagonista de su propio drama, sino como mensajera del autor al público". Se considera a sí mismo un "dramaturgo musical" que usa su música para "empatizar con algo preexistente" para transmitir "algo que es humano".
Paus ha dicho que "las palabras son mi pasión. Si no fuera un compositor, probablemente habría intentado convertirme en poeta o escritor. Quizás mi padre, con su amor por la relación de las palabras y la música, tuvo algo que ver con que yo pusiera lo que Paus ha dicho que "las palabras son mi pasión. Si no fuera un compositor, probablemente habría intentado convertirme en poeta o escritor. Quizás mi padre, con su amor por la relación de palabras y música, tuviera algo que ver con que ponga lo que amo, y lo que no puedo resistir. La configuración de la poesía es un impulso que pienso en la música como subtexto y simbolismo". Paus es miembro de la "Sociedad Riksmål" y en una entrevista de 2002 vinculó sus puntos de vista sobre la música con sus puntos de vista sobre el lenguaje.
Frances Borowsky señala que Paus "ha ganado reputación como un compositor contemporáneo prolífico, versátil y altamente comunicativo" cuyas "obras giran en torno a un fuerte aprecio por el uso funcional de las armonías y formas tradicionales, combinado con su lenguaje expresivo contemporáneo singularmente idiosincrásico". Danny Riley señala que Paus es una de las "figuras musicales clave en el paisaje compositivo moderno de Noruega" y argumenta que las composiciones de Paus podrían verse como una reacción contra los compositores contemporáneos noruegos más antiguos, pero que no es un conservador completo. El musicólogo Edward Green escribe que la música de Paus "está arraigada en la tradición, está empapada en el valor del cuidadoso oficio, y sin embargo, al mismo tiempo, es apasionada, sorprendente, original, profundamente lírica y fervientemente humanista en su orientación social y política". Green describe a Paus como "el principal compositor noruego de su generación". La revista musical Ballade se ha referido a Paus como omnipresente en la música clásica contemporánea noruega.

### Trabajo y colaboraciones
Conocido por su escritura virtuosa e idiomática, Paus ha colaborado con algunos de los mejores solistas de Noruega, incluyendo a los violinistas Henning Kraggerud y Arve Tellefsen, al saxofonista Rolf-Erik Nystrøm y a la cantante Tora Augestad. Marcus Paus también es conocido por sus colaboraciones con otros artistas, más prominentemente el pintor sueco Christopher Rådlund, así como el cantautor y poeta Ole Paus (el libretista de varias de las óperas de Paus). Otros colaboradores han incluido a la directora de cine Sara Johnsen, al bailarín, coreógrafo y fundador de FRIKAR Hallgrim Hansegård, y a la actriz Minken Fosheim.
Paus ha puesto música a un número de poetas y escritores, entre ellos Dorothy Parker, W.B. Yeats, Oscar Wilde, Siegfried Sassoon, Richard Wilbur, William Shakespeare, Christina Rossetti, Emily Dickinson y Anne Frank, y los noruegos André Bjerke, Jens Bjørneboe, Arne Garborg, Knut Hamsun, Johan Falkberget, Harald Sverdrup y Ole Paus.
Todos los cuartetos de cuerda de Paus hasta la fecha están tematizados después de pintores (los nº 1 y 4 sobre pinturas de Edvard Munch, el nº 2 sobre una pintura de Halfdan Egedius, y el nº 3 sobre pinturas de Christopher Rådlund).
La obra coral de Paus, The Stolen Child (2009), basada en la poesía de William Butler Yeats, fue una de sus primeras obras en recibir reconocimiento crítico internacional. Escrita para el Ensemble 96, fue incluida en su álbum Kind (2010) que presentaba la música coral nórdica, y que fue nominado para el Grammy a la Mejor Interpretación Coral. Stephen Eddins escribió que la obra de Paus es "suntuosamente lírica y mágicamente salvaje, y [...] captura bellamente el misterio, el peligro y la melancolía" de Yeats. Kirk McElhearn escribió que "presenta un mundo sonoro que es asombroso y conmovedor".
The Beauty That Still Remains de Paus, basada en el texto original de Anne Frank, fue encargada por el Gobierno de Noruega para la conmemoración oficial noruega del fin de la Segunda Guerra Mundial en 2015; lanzada como un álbum de estudio por 2L en 2020, recibió elogios de la crítica. Guy Rickards señaló en Gramophone que la obra "toma su título de una de las citas más famosas, desafiantes y conmovedoras del Diario de Anne Frank: 'No pienso en toda la miseria, sino en toda la belleza que aún queda.' El sentimiento de esa cita, su enfoque en lo positivo en un momento de grave peligro, es el pilar en torno al cual se construye la extraordinariamente bella cantata de Marcus Paus, encapsulada en el último de sus once movimientos, Epílogo, que pone esas mismas palabras en un desbordamiento de melodía que es cautivante y desgarrador a partes iguales. (...) Esta es, sin duda, la mejor obra de Marcus Paus que he escuchado."
El Concierto para Timbales y Orquesta de Paus, escrito para el 250 aniversario de la Orquesta Filarmónica de Bergen, desencadenó el mayor debate público sobre la música de arte en Noruega desde la década de 1970, con un gran número de artículos de compositores noruegos en la revista musical Ballade sobre su estética y el futuro de la música contemporánea. Danny Riley argumentó que "es tentador ver sus pirotecnias instrumentales como un remanente de los días en que Paus tocaba la guitarra en grupos de rock progresivo cuando era adolescente."
En 2017, se lanzó el álbum Marcus Paus - Odes & Elegies por Sheva Contemporary, que presenta sus obras A Portrait of Zhou, Marble Songs, Shostakovich in Memoriam, Vita y Love's Last Rites, interpretadas por Tom Ottar Andreassen, la Orquesta de Radio Noruega, Henning Kraggerud, Oslo Camerata dirigida por Stephan Barratt-Due y otros. El álbum recibió aclamación crítica.
El musicólogo Ralph P. Locke escribió que las Hate Songs de Paus, basadas en la poesía de Dorothy Parker, "resultaron ser una de las obras más atractivas" en los últimos años; "el ciclo expresa el tema favorito de Parker: lo terrible que son los seres humanos, especialmente el macho de la especie." En 2018, Tora Augestad y la Filarmónica de Oslo lanzaron el álbum Portraying Passion: Works by Weill/Paus/Ives, con obras de Kurt Weill y Charles Ives además de las Hate Songs de Paus, y el álbum ganó el Spellemannprisen (Premio Grammy Noruego) 2018 al mejor álbum clásico. Locke destacó la grabación de Hate Songs de Augestad como una de las "mejores obras de música de ópera y vocal" de ese año. Albrecht Thiemann, editor de Opernwelt, llamó a la obra "un opus cautivadormente orquestado, chispeante de espíritu" y "un golpe que proporciona un inmenso placer auditivo."
Su trabajo para niños incluye las óperas para niños Las Brujas, basadas en Roald Dahl, y The Ash-Lad - La historia de Pål, ambas escritas en colaboración con su padre Ole Paus. Su ópera infantil Los Niños de Ginko se estrenó en Shanghai en 2020 como parte del proyecto Ibsen International apoyado por el Ministerio de Asuntos Exteriores de Noruega.
Su trabajo también incluye música de iglesia, incluyendo el ampliamente interpretado O Magnum Mysterium (2007), Missa Concertante (2008) y Requiem (2014), este último escrito con su padre Ole Paus. El crítico musical alemán Jan Brachmann escribió en el Frankfurter Allgemeine Zeitung que O Magnum Mysterium de Paus traduce "el lenguaje armónico de las bandas sonoras de los thrillers de misterio en devoción piadosa, casi basado en el axioma: 'Tú, Navidad, eres como una película de David Lynch, pero con un final feliz y sin muertes.'"
En 2018, Julie Kleive y Joachim Kwetzinsky lanzaron el álbum En hellig, alminnelig lek (Un juego sagrado y ordinario) con canciones de Paus basadas en poesía de André Bjerke. En 2020, Kleive y Kwetzinsky lanzaron el álbum Dypt i forledelsen (Profundamente en la seducción) con canciones de Paus basadas en la poesía de Jens Bjørneboe. La crítica musical Maren Ørstavik describió este último como "un sólido ciclo de canciones moderno" escrito con "una sensibilidad por las melodías cantables, las formas clásicas y la instrumentación tradicional" y señaló que "es interesante comparar las dos obras, que demuestran que Paus es un compositor original a pesar de las formas e instrumentación convencionales".
En 2020, Paus lanzó el ciclo de canciones Good Vibes in Bad Times, escrito para la mezzosoprano Tora Augestad basado en textos de Donald Trump reconceptualizados como poemas. Paus dijo que "más que ser simplemente una toma satírica de Trump (que, por supuesto, obviamente es), estos textos ofrecen una perspectiva humanizadora, que nos permite tener lástima donde la realidad deja poco espacio para ello".
En una crítica de la banda sonora de Paus para Mortal (2020), Jonathan Broxton escribió que la obra es "probablemente recordada como el despegue de un excelente talento ‘nuevo’ porque si esto es una indicación de su trabajo, pronto será muy reconocido". Paus fue nominado para los PremEn 2018, Julie Kleive y Joachim Kwetzinsky lanzaron el álbum En hellig, alminnelig lek (Un Juego Sagrado, Ordinario) con canciones de Paus basadas en poesía de André Bjerke. En 2020, Kleive y Kwetzinsky lanzaron el álbum Dypt i forledelsen (Profundo en Seducción) con canciones de Paus basadas en poesía de Jens Bjørneboe. La crítica musical Maren Ørstavik describió este último como "un sólido ciclo de canciones modernas" escrito con "un sentido de melodías cantables, formas clásicas e instrumentación tradicional" y señaló que "es interesante comparar las dos obras, que demuestran que Paus es un compositor original a pesar de las formas e instrumentación convencionales".
En 2020, Paus lanzó el ciclo de canciones Good Vibes in Bad Times, escrito para la mezzosoprano Tora Augestad basado en textos de Donald Trump reconceptualizados como poemas. Paus dijo que "más que ser simplemente una toma satírica sobre Trump (que, por supuesto, obviamente lo es), estos textos ofrecen una perspectiva humanizadora, permitiéndonos tener piedad donde la realidad de otra manera deja poco espacio para ello".
En una crítica de la banda sonora de Paus para Mortal (2020), Jonathan Broxton escribió que la obra "probablemente será recordada como el descubrimiento de un soberbio 'nuevo' talento porque si esto es una indicación de su trabajo, va a ser muy grande muy pronto". Paus fue nominado para los premios Movie Music UK 2020; Broxton escribió que Paus, "quien ya es considerado un prodigio en los círculos clásicos, me dejó impresionado con la banda sonora para el superhéroe de fantasía/horror Mortal". Paus también fue nominado para un premio Amanda y como el nominado noruego para los Días de Música de Cine Nórdico 2021 - Premio HARPA por el trabajo; el jurado de HARPA lo describió como "un trabajo orquestal maduro impresionante que se siente introvertido y extrovertido al mismo tiempo, pintando su lienzo fantástico con amplias pinceladas impresionistas". Daniel Schweiger describió a Mortal como "verdaderamente impactado al anunciar el talento vengador sinfónico de Paus a un campo de juego más grande".
En 2020, la obra de Paus Ingenting forsvinner (Nada Desaparece), con letras de Ole Paus, fue interpretada por primera vez por NyNorsk Brass Quintet y Tora Augestad; Paus describió la obra como "partes iguales de epitafio, confesión, oración y amenaza". En 2021, el concierto para guitarra Decameron y el concierto para violín Voyage fueron interpretados por primera vez por la Orquesta Filarmónica del Ártico Noruego con los solistas Petter Richter y Miriam Helms Ålien. En 2021, el concierto para tuba Tuba Mirum fue interpretado por primera vez por el tubista August Schieldrop y la Filarmónica de Oslo.
El álbum doble Cabin Fever: Pandemic Works (Sheva Contemporary, 2022) contiene nuevas obras escritas durante la pandemia de corona, interpretadas por la Orquesta Filarmónica del Ártico Noruego y varios músicos. El álbum Requiem/Trisyn/Læreren som ikke ble (2022) contiene notablemente el Réquiem de Marcus y Ole Paus y El Maestro que No Debía Ser de Paus y Olav Anton Thommessen.
En 2022, las Fuerzas Armadas Noruegas encargaron a Paus escribir una obra importante para contar las historias de los recipientes de la máxima condecoración de Noruega, la Cruz de Guerra. Las Fuerzas Armadas dijeron que la idea es que la obra será una gran obra "de construcción de identidad y unificación" para las fuerzas armadas. Fue la mayor comisión en la historia de la música militar noruega. Durante la invasión rusa de Ucrania ese año, Paus compuso la canción "Slava Ukraini!", que describió como una canción de resistencia. Paus dijo que "la obra parece tocar una cuerda con muchas personas, incluyendo aquellas que están en medio de la zona de batalla. No hay tarea más noble para la música que unir y consolar a las personas".
Paus ha expresado interés en escribir una ópera basada en Peer Gynt de Ibsen.

### Otras actividades
Desde 2021, Paus copresenta el podcast Paus og Castle blir kloke på musikklivet (Paus y Castle descubren la vida musical) con su cuñado, el músico de punk y rap y productor musical Kim Morten Mohn (también conocido por el nombre artístico Kim Castle). Paus interpretó un solo de guitarra eléctrica en el sencillo de 2021 "Mamman og Pappans Anthem (feat. Marcus Paus)" lanzado por el dúo electrónico detdusa; fue la primera aparición de Paus como intérprete desde la década de 1990.

### Obras seleccionadas

###### Obras orquestales
- Cruz de Guerra (Krigskorset) (2022), escrita para las Fuerzas Armadas de Noruega
- Tuba Mirum (2021), escrita para la Filarmónica de Oslo y el tubista August Schieldrop
- Decameron: Concerto Rifugio (2020)
- Los últimos ritos del amor (2017)
- Concierto para timbales y orquesta (2015), escrito para la Orquesta Filarmónica de Bergen
- Canciones de odio para mezzosoprano y orquesta (2013-14), texto: Dorothy Parker
- Música para orquesta (2012)
- Un retrato de Zhou (Concertino para flauta y orquesta) (2012)
- Triple concierto para violín, viola y orquesta (2011)
- Dos piezas líricas (2007)
- Ave Mozart! (2006)

###### Obras corales
- Letanías (2021), texto de Siegfried Sassoon
- Sin búsqueda, sin rescate (2017), texto del poeta palestino Jehan Bseiso
- El día de la ira vendrá (2017), texto de Tomás de Celano
- Libre es la tierra (2016), texto de Ole Paus
- La belleza que aún queda (2015), libreto del compositor basado en El diario de una joven de Anne Frank
- Dies Irae (2014), texto de Heidi Køhn
- Y ahora permanece (2012)
- El niño robado (2009), texto: W.B. Yeats
- Misa Concertante (2008)
- O magnum mysterium (2007)
- La cúpula y el río (2006)

###### Óperas y obras de teatro
- Los hijos de Ginko / Frøbarna (2017-18), ópera de cámara en un acto, libreto de Oda Fiskum

- Canciones de odio para mezzosoprano y orquesta (2013-14), texto: Dorothy Parker
- Spelet om Christian Frederik (2014)
- Eli Sjursdotter (2013-14), libreto de Ola Jonsmoen
- El profesor que no debía ser (Læreren som ikke ble) (2013), libreto del profesor que no debía ser (Olav Anton Thommessen)
- El niño de las cenizas - La historia de Pål (Askeladden - Påls versjon) (2010-11), libreto de Ole Paus, basado en el personaje de cuento de hadas Askeladden
- El coro salvaje (2009), texto de Knut Hamsun
- Las brujas (Heksene) (2007-08), libreto de Ole Paus, basado en la novela del mismo nombre de Roald Dahl

###### Obras de cámara
- Dos Canciones Eldritch para Voz (Tenor) y Piano (2021)
- Fragmentos de Sappho (2020)
- Sonata para Violín y Piano (2020)
- Canciones de Shiraz (2020)
- La Canción y la Catástrofe (2018), texto de Ulrik Farestad
- Confesiones (2018), texto de André Bjerke
- Nunca (2017), texto de André Bjerke
- Milagro Cotidiano (2017), texto de André Bjerke
- Compañeros de Cuarto (2017), texto de Ulrik Farestad
- Canciones de Verano Tardío (2017), texto de Jan Erik Vold
- El Anhelo de las Cosas (2017), texto de André Bjerke
- Canciones de Amor (2016), texto de Dorothy Parker
- Música para Escuchar (Soneto VIII) (2016), texto de William Shakespeare
- Sonata para Contrabajo y Piano (2016)
- La Cosecha (2016), texto de Edvard Munch
- Afterplay: La Mirada de la Eternidad (2015), texto de Ole Paus
- Fanfarria para Dos Violines (2015)
- Réquiem (2014), texto de Ole Paus
- Tornillo Britten (2013)
- Cuarteto de Cuerdas no. 4 'Cenizas' (2013)
- Sonata para Violonchelo y Piano (2009)
- Cuarteto de Cuerdas no.3 (2006)
- Trío para Clarinete, Violín y Piano (2006)
- Lasuliansko Horo para Violín y Piano (2004)

###### Obras en solitario
- Slava Ukraini (2022; compuesto durante la invasión rusa de Ucrania en 2022)
- Buenas Vibras en Malos Tiempos (2020)
- Decamerón: Concierto Rifugio (2020)
- Intimaciones (2020)
- Fiebre de Cabaña (2020)
- Las Aguas de Vinje (Recuerdo de un Viaje) (2019)
- Intrada para Oboe Solo (2018)
- Variaciones Kleiberg para Piano Solo (2018)
- Canción de Mathias para Piano Solo (2018)
- Sarabande para Clavecín Solo (2018)
- Stetind (2018)
- Solo para Violonchelo (2017)
- Líneas de Septiembre para Clarinete Solo (2017)
- Sonata para Clarinete Solo (2017)
- Christiania, 1899 para Piano Solo (2016)
- Elegía para Flauta Dulce Solo (o Oboe) (2016)
- Apariciones para Flauta Solo (2016)
- Canciones de Mármol (2016)
- Acechando (2016)
- Sonata para Fagot Solo (2016)
- Tres Líneas (2016)
- Dos Idilios (2016)
- Dos Piezas para Clave Solo (2016)
- Un Prólogo para el Pasado (2015)
- Inventario (2015), texto de Dorothy Parker
- Bocetos de Verano (2015)
- Teoría (2015), texto de Dorothy Parker
- Un Frente Más Lejano (2014)
- Sobre el nombre de Bach (2014)
- Vita (2014)
- Tres Sombras del Mal (2013)
- Música Fúnebre para Violonchelo Solo (2012)
- 4 Memento Mori para Piano Solo (2012)
- Las Damas en el Puente para Violín Solo (2010)

###### Banda sonora de películas
- Rex Barbaricum (serie documental)
- Mortal (2020), dirigida por André Øvredal
- UMEÅ4ever (2011), dirigida por Geir Greni
- Upperdog (2009), dirigida por Sara Johnsen

###### Discografía seleccionada
- Ensemble 96s: Kind (2L, 2010) (El Niño Robado)
- UMEÅ4ever (MTG Music, 2011)
- Henning Kraggerud: Suite Munch (Simax 2013)
- Johannes Martens y Joachim Kwetzinsky: Marcus Paus (Aurora 2013)
- Orquesta Filarmónica de Bergen: OPUS 250 (LAWO Classics, 2015) (Concierto para Timbales y Orquesta)
- Tom Ottar Andreassen, la Orquesta de Radio Noruega, Henning Kraggerud, Oslo Camerata dirigida por Stephan Barratt-Due y otros: Marcus Paus - Odas y Elegías (Sheva Contemporary, 2017)
- Tora Augestad y la Filarmónica de Oslo: Retrato de la Pasión: Obras de Weill/Paus/Ives (LAWO Classics, 2018)
- Julie Kleive y Joachim Kwetzinsky: Un juego sagrado, ordinario [En hellig, alminnelig lek] (Grappa Musikkforlag, 2018)
- Coro de Niñas Noruegas: La Belleza que Todavía Permanece (2L, 2020)
- Julie Kleive y Joachim Kwetzinsky: Profundamente en la Seducción [Dypt i forledelsen] (MTG Music, 2020)
- Mortal (MTG Music, 2020)
- Cantantes de la Cámara de Zúrich: O Nata Lux (Berlin Classics, 2020) (O Magnum Mysterium)
- Buenas Vibraciones en Malos Tiempos (MTG Music, 2020)
- Sonata para Violín y Piano (Sheva Contemporary, 2021)
- Fiebre de Cabaña: Obras Pandémicas (Sheva Contemporary, 2022)
- Réquiem/Trisyn/El Profesor que no Existió [Læreren som ikke ble] (2022), con Réquiem de Marcus Paus/Ole Paus, y El Profesor que no Existió de Marcus Paus/Olav Anton Thommessen

###### Premios
- Premio Wessel, 2012
- Premio al Compositor del Año (ganado) de los Editores de Música Noruegos, 2017[63]
- Premio Amanda a la Mejor Música (nominado), 2020
- Compositor Revelación del Año, Premios de Música de Películas del Reino Unido (nominado), 2020
- Días de Música de Películas Nórdicas - Premio HARPA (nominado noruego), 2021
- Subvención Gubernamental para Artistas, 2021
- Premio al Compositor del Año (nominado) de los Editores de Música Noruegos, 2022
- Premio a la Obra del Año (nominado) de los Editores de Música Noruegos, 2022